# Józef Potyka
Józef Potyka (ur. 5 sierpnia 1886 w Łabędach, zm. 15 października 1955 w Tarnowskich Górach) – polski doktor prawa, polityk samorządowy, powstaniec śląski.

## Życiorys
Urodził się w rodzinie rolniczo-kupieckiej. Ukończył gimnazjum w Gliwicach, następnie studiował prawo na uniwersytetach we Wrocławiu i Berlinie, w 1913 uzyskując stopień doktora.
Od października 1911 przez niecały rok oraz podczas I wojny światowej służył w armii niemieckiej. W 1914 ranny pod Verdun, awansowany do podporucznika rezerwy.
Od stycznia 1919 zaangażowany w Polską Organizację Wojskową Górnego Śląska, w kwietniu 1919 wstąpił do służby państwowej. Pełnił obowiązki zastępcy starosty w Mławie, od lipca 1919 w Puławach. W 1922 objął urząd starosty powiatu świętochłowickiego.
W sierpniu 1919 ochotniczo wstąpił do 1 Pułku Strzelców Bytomskich, objął dowództwo 8 kompanii, a po niecałych trzech tygodniach dowództwo II batalionu. W połowie marca 1920 skierowany do pracy plebiscytowej. Kierował Wydziałem Statystycznym Polskiego Komisariatu Plebiscytowego. Bliski współpracownik Wojciecha Korfantego podczas II oraz III powstania śląskiego. Jako jego wysłannik, wraz z Mieczysławem Paluchem 25 sierpnia 1920 przekazał komendantowi Alfonsowi Zgrzebniokowi decyzję Korfantego o zakończeniu II powstania śląskiego. Przez krótki czas komendant obozu dla uchodźców śląskich w Sosnowcu, następnie pracował w Polskim Komisariacie Plebiscytowym w powiecie kozielskim.
Podczas III powstania śląskiego organizator sądownictwa polowego, szef nowo utworzonego Departamentu Spraw Wojskowych przy Naczelnej Komendzie Wojsk Powstańczych. Po odwołaniu podpułkownika kawalerii Macieja hrabiego Mielżyńskiego, jeden z kandydatów na naczelnego dowódcę III Powstania (ostatecznie został nim ppłk Kazimierz Zenkteller. Po zakończeniu powstania, od września 1921 do czerwca następnego roku pracował w biurze adwokackim K. Czapli w Bytomiu.
W październiku 1921 przez Naczelną Radę Ludową mianowany starostą bytomskim (właściwie powiatu świętochłowickiego, w skład którego wchodziły m.in. Nowe Hajduki, Wielkie Hajduki i tzw. Szarlociniec - obecnie wszystkie w granicach Chorzowa),  z siedzibą w Świętochłowicach. W latach 1922–1923 siedzibę starostwa wybudowano jednak na działce udostępnionej przez gminę Hajduki Wielkie (obecnie Chorzów Batory, dzielnica Chorzowa). Po likwidacji powiatu świętochłowickiego w kwietniu 1939, część terenu Wielkich Hajduk wraz z siedzibą starostwa przyłączono do Świętochłowic (ten podział administracyjny zachował się do dzisiaj).
22 czerwca 1922 jako starosta powiatu świętochłowickiego, przejął formalnie władzę w Królewskiej Hucie (obecnie Chorzów) od tzw. kontrolera Komisji Międzysojuszniczej. Następnego dnia powitał wkraczające do miasta pododdziały Wojska Polskiego.
W marcu 1925 inicjator utworzenia w Świętochłowicach Powiatowego Muzeum ze zbiorami archiwaliów powstańczych oraz z okresu Plebiscytu, w latach późniejszych zbiory przeniesiono do utworzonego w 1934 Muzeum w Chorzowie.
W 1920 współzałożyciel Związku Hallerczyków. Współzałożyciel, wiceprezes, następnie prezes honorowy Związku Powstańców Śląskich. Zdaniem niektórych historyków, kontrkandydat Michała Grażyńskiego na urząd wojewody śląskiego.
Pełnił urząd starosty świętochłowickiego do 5 września 1927. Po odwołaniu, aż do wybuchu wojny dyrektor Spółki Brackiej w Tarnowskich Górach.
Po wybuchu II wojny światowej przeniósł się do Lwowa, współorganizator i prezes  Komitetu Uchodźców ze Śląska we Lwowie. W 1940 powrócił do Polski, zamieszkał w Krakowie, działał w ruchu oporu oraz strukturach polskiego państwa podziemnego. Aresztowany przez gestapo w 1943, osadzony w więzieniu na Montelupich w Krakowie.
Po zakończeniu wojny powrócił do Tarnowskich Gór. Został ponownie dyrektorem Spółki Brackiej w Tarnowskich Górach, po jej likwidacji w 1950 przeszedł na emeryturę. Zmarł 15 października w Tarnowskich Górach.

## Ordery i odznaczenia
- Krzyż Oficerski Orderu Odrodzenia Polski (2 maja 1923)[1][2]
- Złoty Krzyż Zasługi (dwukrotnie: 13 maja 1933[3], 22 lipca 1947[4])